# 论域
論域，在形式科學裡是指在某些系統化的論述裡的一些令人感興趣的變數之上，由其中的實體所組成的集合。論域通常被視為預備知識，所以不需要每一次都指出相關變數的範圍來。
例如，在一階邏輯的解釋中，論域是指由量詞能指涉到的個體所組成的集合。在一個解釋裡，論域可以是實數的集合；在另一個解釋裡，則可能是自然數的集合。若沒有指定任何論域，則如∀x (x2 ≠ 2) 之類命題的真偽是不確定的。若論域是實數的集合，此命題即是假的，因為有x = √2 做為反例；若論域為自然數的集合，此命題是真的，因為2 不可能是任何自然數的平方。
論述全集一詞通常是指在特定論述中被討論的一群物件。在模型論的語義裡，論述全集是指由模型所依據的實體所組成的集合。
数据库是指由一个系統在某一角度上的真實所建成的模型。通常称此類事实为"论述全集"或"论域"。

## 另見
- 全集——集合論中，包含研究的所有集合和物件的類
- 項代數
- 定义域——数学定义，指函数自变量所有可取值的集合
- 域理论——數學中，序理論的分支
- 解釋 (邏輯)
- 絕對的普遍性——當論域為絕對一切時